# (37123) 2000 VW10
2000 VW10 (asteroide 37123) é um asteroide da cintura principal. Possui uma excentricidade de 0.12119510 e uma inclinação de 2.09760º.
Este asteroide foi descoberto no dia 1 de novembro de 2000 por LINEAR em Socorro.